# Pseudempusa pavonina
Pseudempusa pavonina es una especie de mantis de la familia Mantidae.

## Distribución geográfica
Se encuentra en Birmania y Tailandia.